# روبرت جي. بيفرلي
روبرت جي. بيفرلي (بالإنجليزية: Robert G. Beverly)‏ هو سياسي أمريكي، ولد في 1 يوليو 1925، وتوفي في 14 أكتوبر 2009.